# 經濟表

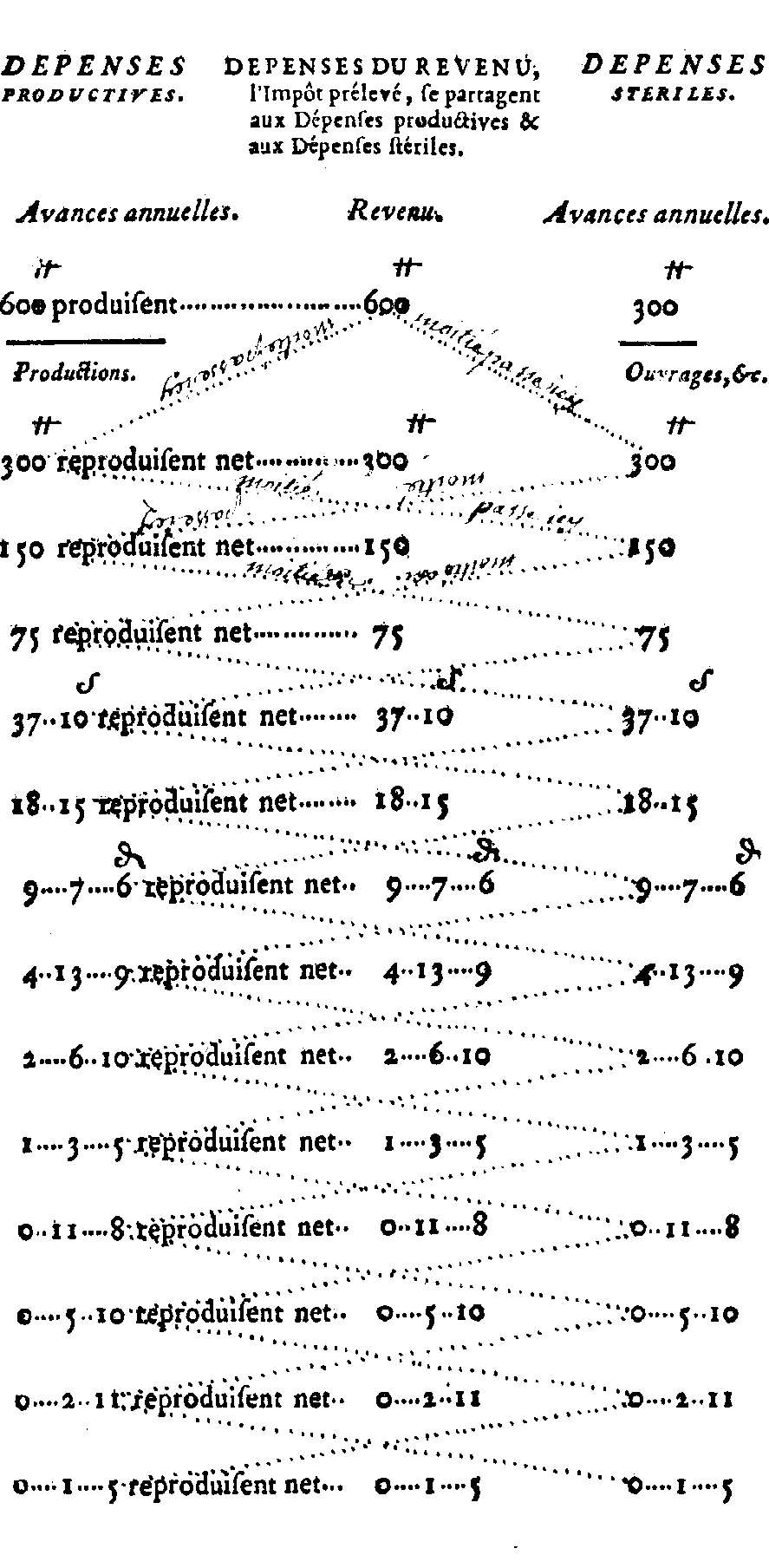

經濟表（法語：Tableau économique）是法國經濟學家弗朗索瓦·魁奈在1758年编制的经济图表，这是经济学上的首张图表。